# Шелберн (муніципальний район, Нова Шотландія)
Шелберн (англ. Shelburne) — муніципальний район в Канаді, у провінції Нова Шотландія, центр однойменного графства.

## Населення
За даними перепису 2016 року, муніципальний район нараховував 4288 осіб, показавши скорочення на 2,7%, порівняно з 2011-м роком. Середня густина населення становила 2,4 осіб/км².
З офіційних мов обидвома одночасно володіли 160 жителів, тільки англійською — 4 070. Усього 45 осіб вважали рідною мовою не одну з офіційних.
Працездатне населення становило 54,6% усього населення, рівень безробіття — 11,4% (11,9% серед чоловіків та 11,2% серед жінок). 83,4% осіб були найманими працівниками, а 15,1% — самозайнятими.
Середній дохід на особу становив $37 594 (медіана $28 535), при цьому для чоловіків — $47 389, а для жінок $27 417 (медіани — $37 547 та $22 564 відповідно).
23,8% мешканців мали закінчену шкільну освіту, не мали закінченої шкільної освіти — 31,6%, 44,6% мали післяшкільну освіту, з яких 15,5% мали диплом бакалавра, або вищий.
| Статево-вікова структура населення | Статево-вікова структура населення | Статево-вікова структура населення | Статево-вікова структура населення | Статево-вікова структура населення |
| ---------------------------------- | ---------------------------------- | ---------------------------------- | ---------------------------------- | ---------------------------------- |
|                                    |                                    |                                    |                                    |                                    |
| Всього                             | Всього                             | 50,7%49,3%                         |                                    |                                    |
| 0 — 14 років                       | 0 — 14 років                       |                                    | 11,6%                              | 11,6%                              |
| 15 — 64 років                      | 15 — 64 років                      |                                    | 62,7%                              | 62,7%                              |
| 65 і більше                        | 65 і більше                        |                                    | 25,8%                              | 25,8%                              |
| 85 і більше                        | 85 і більше                        |                                    | 3,5%                               | 3,5%                               |
| 100 і більше                       | 100 і більше                       |                                    | 0,1%                               | 0,1%                               |
| Середній вік (років)               | Середній вік (років)               | 47,149,6                           | 48,3                               | 48,3                               |
| Медіана (років)                    | Медіана (років)                    | 51,753,0                           | 52,5                               | 52,5                               |
| — чоловіки — жінки                 |                                    |                                    |                                    |                                    |

| Походження мешканців:     | Походження мешканців:     | Походження мешканців: | Походження мешканців: | Походження мешканців: |
| ------------------------- | ------------------------- | --------------------- | --------------------- | --------------------- |
| Походження                |                           |                       | осіб                  | %                     |
| Корінні американці        | Корінні американці        |                       | 420                   | 9.96%                 |
| Інше північноамериканське | Інше північноамериканське |                       | 2 395                 | 56.82%                |
| Європейське               | Європейське               |                       | 2 340                 | 55.52%                |
| британське                | британське                |                       | 1 970                 | 46.74%                |
| французьке                | французьке                |                       | 250                   | 5.93%                 |
| українське                | українське                |                       | 25                    | 0.59%                 |
| Латинськоамериканське     | Латинськоамериканське     |                       | 20                    | 0.47%                 |
| Карибське                 | Карибське                 |                       | 70                    | 1.66%                 |
| Африканське               | Африканське               |                       | 35                    | 0.83%                 |
| Азійське                  | Азійське                  |                       | 30                    | 0.71%                 |

| Зайнятість населення за галузями (за класифікацією NOC): | Зайнятість населення за галузями (за класифікацією NOC): | Зайнятість населення за галузями (за класифікацією NOC): | Зайнятість населення за галузями (за класифікацією NOC): | Зайнятість населення за галузями (за класифікацією NOC): |
| -------------------------------------------------------- | -------------------------------------------------------- | -------------------------------------------------------- | -------------------------------------------------------- | -------------------------------------------------------- |
|                                                          |                                                          |                                                          |                                                          |                                                          |
| Управління                                               | Управління                                               |                                                          | 6,8%                                                     | 6,8%                                                     |
| Бізнес, фінанси та адміністрування                       | Бізнес, фінанси та адміністрування                       |                                                          | 9,3%                                                     | 9,3%                                                     |
| Природничі та прикладні науки                            | Природничі та прикладні науки                            |                                                          | 2,5%                                                     | 2,5%                                                     |
| Охорона здоров'я                                         | Охорона здоров'я                                         |                                                          | 7%                                                       | 7%                                                       |
| Освіта, правозахист, муніципальні та урядові служби      | Освіта, правозахист, муніципальні та урядові служби      |                                                          | 5,5%                                                     | 5,5%                                                     |
| Мистецтво, культура, відпочинок та спорт                 | Мистецтво, культура, відпочинок та спорт                 |                                                          | 2%                                                       | 2%                                                       |
| Роздрібна торгівля та послуги                            | Роздрібна торгівля та послуги                            |                                                          | 18,3%                                                    | 18,3%                                                    |
| Гуртова торгівля, транспорт та обладнання                | Гуртова торгівля, транспорт та обладнання                |                                                          | 15,1%                                                    | 15,1%                                                    |
| Природні ресурси, сільське господарство                  | Природні ресурси, сільське господарство                  |                                                          | 20,9%                                                    | 20,9%                                                    |
| Виробництво                                              | Виробництво                                              |                                                          | 11,8%                                                    | 11,8%                                                    |

## Клімат
Середня річна температура становить 7°C, середня максимальна – 22,1°C, а середня мінімальна – -9°C. Середня річна кількість опадів – 1 502 мм.
| Клімат поселення                              | Клімат поселення | Клімат поселення | Клімат поселення | Клімат поселення | Клімат поселення | Клімат поселення | Клімат поселення | Клімат поселення | Клімат поселення | Клімат поселення | Клімат поселення | Клімат поселення | Клімат поселення |
| Показник                                      | Січ.             | Лют.             | Бер.             | Квіт.            | Трав.            | Черв.            | Лип.             | Серп.            | Вер.             | Жовт.            | Лист.            | Груд.            |                  |
| Середній максимум, °C                         | 1,03             | 1,09             | 4,98             | 10,04            | 15,38            | 20,02            | 22,12            | 21,84            | 18,28            | 13,19            | 8,73             | 3,08             |                  |
| Середня температура, °C                       | −3,99            | −3,93            | −0,06            | 5,01             | 10,36            | 15,01            | 17,84            | 17,55            | 14,00            | 8,89             | 4,46             | −1,2             |                  |
| Середній мінімум, °C                          | −9,03            | −8,95            | −5,08            | −0,01            | 5,34             | 9,96             | 13,55            | 13,28            | 9,71             | 4,61             | 0,16             | −5,48            |                  |
| Норма опадів, мм                              | 149              | 120              | 139              | 131              | 112              | 107              | 109              | 91               | 97               | 119              | 167              | 161              |                  |
| Середньомісячна швидкість вітру, м/с          | 3.96             | 3.99             | 4.09             | 4.02             | 3.60             | 3.46             | 3.04             | 3.04             | 3.41             | 3.90             | 3.98             | 4.07             |                  |
| Середньомісячна сонячна радіація, кДж/м²·день | 5299             | 8445             | 12212            | 15248            | 18243            | 20563            | 20262            | 18093            | 13906            | 9111             | 5471             | 4270             |                  |
| --------------------------------------------- | ---------------- | ---------------- | ---------------- | ---------------- | ---------------- | ---------------- | ---------------- | ---------------- | ---------------- | ---------------- | ---------------- | ---------------- | ---------------- |
| Джерело:                                      |                  |                  |                  |                  |                  |                  |                  |                  |                  |                  |                  |                  |                  |